# John H. Michaelis

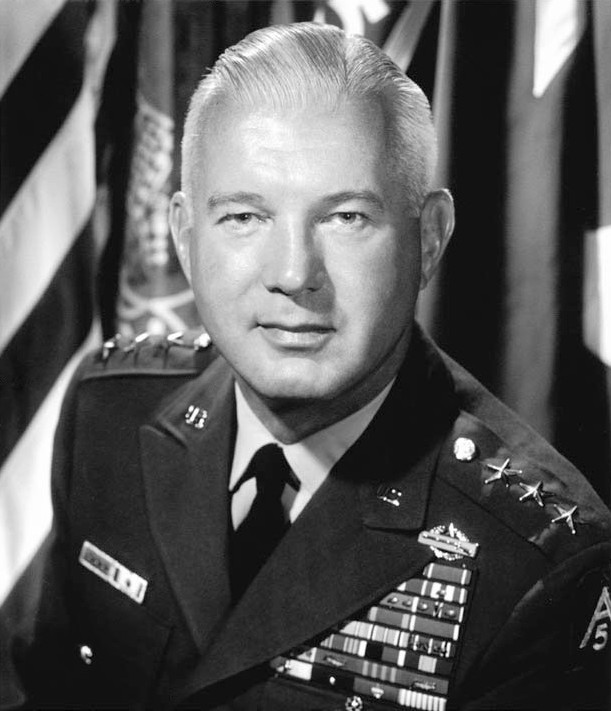
John H. Michaelis (1966)

John Hersey Michaelis (* 20. August 1912 im Presidio, San Francisco, Kalifornien; † 31. Oktober 1985 in Clayton, Georgia) war ein Viersterne-General der United States Army.
John Michaelis wurde in Kalifornien geboren, lebte später aber in Pennsylvania, wo er im Jahr 1931 die High School absolvierte. Anschließend trat er als einfacher Soldat der Infanterie der United States Army bei. Im Jahr 1933 gelang ihm die Aufnahme an der United States Military Academy in West Point. Nach seinem Abschluss an der Akademie im Jahr 1936 wurde er Leutnant des US-Heeres. In der Armee durchlief er anschließend alle Offiziersränge vom Leutnant bis zum Vier-Sterne-General.
Während des Zweiten Weltkriegs war er Stabsoffizier im 502nd Infantry Regiment das damals auch eine Einheit für Fallschirmspringer war. Ab dem 9. Juni 1944 kommandierte er diese Einheit in Vertretung des verletzten Kommandeurs. Im weiteren Kriegsverlauf erlitt Michaelis bei Kämpfen in den Niederlanden schwere Verwundungen. Im Dezember 1944 kehrte er nach seiner Genesung in den aktiven Dienst zurück. Dabei war er Stabschef der 101. Luftlandedivision. In dieser Funktion war er auch an der Belagerung von Bastogne beteiligt. Nach einer weiteren Verwundung wurde Michaelis im Jahr 1945 Stabsoffizier im Kriegsministerium der Vereinigten Staaten. Am Ende des Krieges hatte er den Rang eines Obersts der Army National Guard erreicht. In der regulären Armee war er nur Oberstleutnant.
In den Jahren 1947 und 1948 gehörte er zum Stab des damaligen General of the Army Dwight D. Eisenhower. Zu Beginn des Koreakrieges bekleidete John Michaelis noch immer den Rang eines Oberstleutnants der regulären Armee. In dieser Eigenschaft kommandierte er in den Jahren 1950 und 1951 das 27. Infanterie-Regiment, das sich in der Schlacht um den Busan-Perimeter auszeichnete. Im Verlauf von nur sechs Monaten wurde der von seinen Soldaten als Iron Mike bezeichnete Kommandeur erst zum Oberst und dann zum Brigadegeneral befördert.
Nach seinem Einsatz in Korea war John Michaelis in den Jahren 1952 bis 1954 Führungsoffizier der Kadetten (Commandant of Cadets) der Akademie in West Point. In den Jahren 1959 bis 1962 kommandierte der inzwischen zum Generalmajor beförderte Offizier die amerikanischen Heeresstreitkräfte in Alaska, deren Hauptquartier sich in Fort Richardson befand. Sein nächstes Kommando führte er, nun als Generalleutnant, zwischen dem 15. Mai 1962 und dem 14. Juli 1963 als Befehlshaber des V. Corps dessen Hauptquartier sich in Frankfurt am Main  befand. Hier folgte er auf John K. Waters. In den Jahren 1966 bis 1969 fungierte Michaelis als Kommandeur der 5. Armee, die ihr Hauptquartier in Fort Sheridan in Illinois hatte. Diese Armee war auch eine Ausbildungsorganisation für Rekruten, die dann im Vietnamkrieg eingesetzt wurden.
Am 1. Oktober 1969 übernahm John Michaelis, gleichzeitig mit seiner Beförderung zum Viersterne-General, das Oberkommando über die United States Forces Korea sowie das United Nations Command zum Schutz von Südkorea und die 8. Armee. Alle drei Kommandos hatte er in Personalunion bis zum 31. August 1972 inne. Anschließend ging er in den Ruhestand.
John Michaelis starb am 31. Oktober 1985 in Clayton an Herzversagen. Er wurde auf dem Nationalfriedhof Arlington beigesetzt.

## Orden und Auszeichnungen
John Michaelis erhielt im Lauf seiner militärischen Laufbahn unter anderem folgende Auszeichnungen:
- Distinguished Service Cross
- Army Distinguished Service Medal (3-Mal)
- Silver Star (2-Mal)
- Legion of Merit (4-Mal)
- Bronze Star Medal (3-mal)
- Purple Heart (2-Mal)